# Sovereto
Sovereto è una frazione del comune pugliese di Terlizzi, nella Città metropolitana di Bari. Al 2024 contava 66 abitanti.

## Storia
La nascita del borgo risale all'XI secolo, per via della costruzione del Santuario dedicato alla S.S. Maria di Sovereto, un'icona bizantina raffigurante la Vergine Nera con il Bambino Gesù. Secondo la tradizione popolare l'icona fu ritrovata da un pastore all'interno di una cavità sotterranea nella zona del "Sovero", nell'Agro di Terlizzi; ma le origini di questo quadro sono abbastanza sconosciute, anche se si suppone che essa sia stata lasciata lì da alcuni monaci cattolici fuggiti dall'Impero Bizantino a seguito delle persecuzioni dei cattolici da parte dei Bizantini dato come il Grande Scisma.

## Geografia
Sovereto sorge nella Bassa Murgia a 3 km ad est di Terlizzi, sulla strada provinciale che la collega con Bitonto, distante 9 km. Esso dista 12 km da Molfetta, 13 da Ruvo di Puglia, 17 da Corato e circa 50 da Bari.

## Monumenti e luoghi d'interesse
Il santuario di Maria Santissima di Sovereto (o Madonna di Sovereto), risalente all'XI secolo, è situato nel piccolo centro storico del borgo, lungo la via Appia Traiana. L'icona bizantina presente all'interno della chiesa, la Madonna di Sovereto, è venerata come compatrona del comune di Terlizzi.

## Infrastrutture e trasporti
La frazione è servita da una stazione ferroviaria sulla linea Bari-Andria-Barletta, gestita dalla compagnia Ferrotramviaria. Conta uno svincolo sulla Strada statale 98 Andriese-Coratina, a scorrimento veloce. Lo svincolo autostradale più vicino è "Molfetta", sulla A14, distante 9,5 km.